# Драган Лакићевић
Драган Лакићевић (Колашин, 5. август 1954) српски је књижевник, тумач и приређивач књижевности.

## Биографија
Основну школу учио у Колашину, гимназију у Титограду (Подгорици), студије књижевности завршио на Филолошки факултет Универзитета у Београду.
Запослен у издавачкој делатности: уредник издавачког предузећа Рад у Београду од 1979. до 1992. Уредник Српска књижевна задруга од 1992. Од 1972. године живи у Београду.
Лакићевић је био уредник књижевних часописа “Расковник” и “Књижевна критика”, као и дечјег православног листа “Светосавско звонце”
Прве песме објавио је 1970. године у сарајевским “Малим новинама” и у “Политици за децу” у Београду, а прве песничке књиге 1976: Између нас зима, у издању Матице српске (Нови Сад) и Друго лице, у издању Књижевне омладине Србије (Београд).
Уредио и приредио велики број књига, издања и едиција, међу којима и колекцију “Српска књижевност за децу” у готово 100 књига.
Сачинио више антологијских избора: српских и светских бајки и српске поезије за децу.
Превођен је на руски, грчки, енглески, немачки, шведски, холандски, пољски, италијански, румунски, белоруски и јерменски језик.
Новинар Милош Јевтић објавио је књигу разговора са Драганом Лакићевићем, под насловом Верник поезије (2002), а писац Дејан Вукићевић Библиографију Драгана Лакићевића од 1970. до 2004. године. Јасмина Милашиновић аутор је књиге Вук који је бежао од себе – о делима Драгана Лакићевића (2006). Зборник радова ученика и професора Карловачке гимназије Извори чисте росе Драгана Лакићевића објављен је 2018. године (уредник Маја Стокин). Александра Жежељ Коцић је објавила књигу огледа о поезији прози Драгана Лакићевића Песник и један читалац (2020), а Александра Грозданић Кустос душе: Лакићевић из књиге у књигу (2023).

## Награде
За свој књижевни рад добио је признања:
- Награда „Смели цвет” Савеза омладине Србије,
- Награда „Златни јеж”, 1994.
- Књижевна награда „Политикиног Забавника”, за књигу Мач кнеза Стефана, 1993.
- Награда „Деретина књига године”, за књигу Онога лета, 2001.
- Награда „Змај Огњени Вук”, за књигу Снег пада душо, 2004.
- Награда „Кочићево перо”, за књигу Љубавна књижица, 2004.
- Вукова награда, за 2009.
- Награда „Печат вароши сремско-карловачке”, за књигу Снежни врт, 2011.
- Награда „Милан Ракић”, за књигу Снежни врт, 2011.
- Награда „Грачаничка повеља”, 2014.[1]
- Награда „Одзиви Филипу Вишњићу”, 2012.
- Награда „Марко Миљанов”, за књигу Снежна икона, 2015.
- Награда „Јелена Балшић”, 2015.
- Награда "Бранко Ћопић" (САНУ), 2018.
- Награда „Јефимијин вез”, за књигу песама Жетелица и Шумановић, 2021.[2]
- Награда "Орфеј", 2021.

## Важнија дела

### Песме
- Између нас зима
- Друго лице
- Историја болести
- Богиња из машине
- Прокоп
- Вечни номад
- Зла година
- Свеће на снегу
- Снег пада душо
- Снежни врт
- Песма је тако близу
- Снежна икона
- Песник снега
- Песме за једног читаоца
- Жетелица и Шумановић
- Прохуја
- Боје у ватри: мали каталог слика Надежде Петровић
- "Плачем у тами"

### Поеме
- Породични албум
- Породични азбучник
- Породичне поеме
- Породични музеј

### Романи
- Студенград
- Земаљски кључ
- Четни ђаво
- Мастермајнд
- Љубавна књижица
- Сабор погинулих
- Замак: фантазмагорија

### Књиге прича
- Гуслар на хармоници
- Лудачки рукопис
- "Слатка је музика"
- "Љубавни регистар"

- Штап Светог Саве – легенде
- Косовске легенде
- Штап патријарха Павла - легенде
- Слатка је музика
- Легенде о Београду
- Српске легенде
- Његошеве стопе
- Штап митрополита Амфилохија

### Књиге за децу
- Бајка о јабуци
- Мач кнеза Стефана
- Принцеза и лав
- Онога лета
- Београдска принцеза
- Гоца је нешто лепо
- Лаки
- Робин Худ из Топчидерске шуме
- Повратак Петра Пана

### Антологије
- Српске народне бајке
- Српске јуначке песме
- Антологија српске поезије за децу
- Чаробна књига – светске приче за децу
- Антологија светских прича за децу
- Сан о јабуци – светске љубавне приче
- Сан о плавој светлости – светске љубавне приче

### Критичко-истраживачке књиге
- Вук и ајдук
- Народне приповетке у новим записима
- Пепељугина папуча - природа усмене књижевности
- Једна песма
- Рече ми један песник
- Српски Хомер
- Старица Миља, последњи усмени казивач